# Docalis pilosus
Docalis pilosus es una especie de coleóptero de la familia Zopheridae.

## Distribución geográfica
Habita en Victoria (Australia).